# 鄧玉祥
鄧玉祥（1920年2月11日—1997年4月5日），字遇相，山西省天镇县人，中華民國女性教育家，歷任女子師範學校與高級中學教师、组长、主任暨國立大專院校助教、副教授、教授等職，1951年自陽明山革命實踐研究院第十六期結業，先後出任中國國民黨臺北市黨部委員、考紀委員、黨務顧問及十二全大會黨代表，1957年任花蓮女中校長，1962年奉命筹办景美女中並出任創校校長。1978年8月，調任臺北市立第一女子高級中學校長，1985年8月退休。1997年於臺北逝世。

## 生平

### 早年經歷
鄧玉祥1920年出生於山西天鎮，其父鄧植公於鄉里間頗具威望，母親杜氏個性勤儉、持家有方。鄧玉祥七歲時就讀於縣城女子小學，然未及一年即因逢戰亂而被迫停課，遂於家中隨祖父讀書習字。三年後戰事平息小學復學，始熟讀《孟子》、《論說精華》、《論說模範》等典籍，期間經學校選拔參加縣府舉辦演講比賽名列第一。小學卒業後，參加縣府小學教師檢定考試獨占鰲頭，年僅十三歲即被教育局聘選為新辦初級小學校長，但其祖父認為她年紀太小尚不能擔當重任而婉拒。1932年，鄧玉祥獲母親資助，追隨年長同儕前往綏遠省立農科四年制職業學校就讀，1936年初中畢業後留校擔任“生物實驗室管理員”。1937年中國抗日戰爭全面爆發，鄧毅然參加“抗日救護隊”學習護理、包紮技巧，奉派前往綏遠第七後方醫院爲戰爭傷患服務。後揷班進入陝西國立第四中學高二，復考取甘肅第一期“警政戰訓班”，以第一名成績結業，特留班服務。1943年因抗日戰事蔓延而轉進西北师范学院先修班，三個月後錄取公训系。1946年戰後复员至北平师范大学教育系為兒童問題研究員，隔年毕业后留校服務。

### 赴臺任教
1949年第二次國共內戰爆發，1950年鄧玉祥隨中華民國政府遷臺，先後於臺北女子師範學校、臺北護專與基隆女中執教，1955年畢業於國立臺灣師範大學教育研究所，復於革命實踐研究院第十六期結業。1957年始出任花蓮女中、景美女中、北一女中三校校長直至1985年8月退休，終身致力於辦學與教務，於1971年獲頒特優教育人員獎。1981年，夫逝。

### 晚年生活
1985年，鄧玉祥自校長職退休後持續深造，於旁聽三年、參加兩屆招生考試後，在1988年考取輔仁大學哲學研究所博士班，1991年6月以71歲高齡取得博士學位，創下輔大歷年畢業生「最年長」紀錄。1997年春節後，鄧玉祥突然中風引發併症，於同年3月底住進臺北市立仁愛醫院加護病房。1997年4月5日上午，鄧玉祥病逝，享壽77歲。

## 代表著作
- 《陸象山教育思想》（臺北：廣文書局，1966年）
- 《二程教育思想》（臺北：廣文書局，1973年）
- 《陽明教育思想》（臺北：「師大教研所集刊」第一輯，1985年）
- 《劉真先生與臺灣教育》（臺北：臺灣書店，1993年）

## 外部連結
- 台灣教育人物誌(III)─鄧玉祥